# Џонатан Барнс
Џонатан Барнс (енгл. Jonathan Barnes; р. 1942) је британски филозоф, преводилац и историчар античке филозофије. Предавао је на Оксфордском универзитету 25 година, а затим се преместио у Женевски универзитет. Предавао је и на Сорбони у Паризу, и 2006. постао је емеритус. Барнс је брат романсијера Џулијана Барнса.
Ожењен је и има две ћерке.

## Дела
- Truth etc. („Истина и тд.“), 2007
- The Toils of Scepticism („Неприлике скептицизма“), 1990
- The Complete Works of Aristotle („Аристотелова сабрана дела“), 2 тома, 1984; Пренето са исправкама, 1995.
- The Ten Modes of Scepticism („Десет облика скептицизма“), 1985
- The Presocratic Philosophers („Пресократовска филозофија“), 2 тома., 1979; 1 том. прерађено издање, 1982.
- Posterior Analytics („Друга аналитика“), (превод и осврт на Аристотела), 1975
- Aristotle „Аристотел“, 1982
- The Ontological Argument („Онтолошки аргумент“), 1972